# Giovanni Mira
Pour les articles homonymes, voir Mira.
Giovanni Mira (né le 1er juin 1891 à Milan et mort 6 juillet 1966  à Alzano Lombardo, dans la province de Bergame) est un historien italien connu pour son engagement antifasciste.

## Biographie
Issu d'une famille milanaise aisée de la classe moyenne — son père était marchand de soie — Giovanni Mira a étudié à la Scuola Internazionale, un institut milanais fréquenté principalement par des étudiants non italiens, puis au Liceo Classico Giuseppe Parini. Après avoir obtenu son baccalauréat, il s'inscrit à la faculté des lettres en 1910 et décide d'anticiper son service militaire, l'inscription volontaire permettant une période de service réduite. En octobre 1911, il est envoyé en Libye pour le début de la guerre italo-turque où il participe à la bataille des Deux Palmiers (12 mars 1912) ; promu sous-lieutenant (sottotenente), il prolonge son service et devient officier de complément. Réformé en mai 1913 pour avoir contracté le typhus, il termine ses études universitaires. Il s'intéresse principalement à l'histoire moderne, discipline dans laquelle il est l'élève de Gioacchino Volpe. Il met fin à ses relations avec Volpe en novembre 1920 après l'adhésion de l'historiographe au fascisme.
Appelé sous les drapeaux avec le 24e régiment d'infanterie à Novara en juillet 1914, Giovanni Mira est gravement blessé lors d'un assaut sur le monte Coston pendant la Première Guerre mondiale et, jugé définitivement invalide, il a bénéficié d'un congé illimité de l'armée à l'été 1916. Il commence à enseigner en tant que remplaçant jusqu'au 8 mars 1923, date à laquelle il remporte le concours national pour enseigner la géographie et l'histoire « dans des lieux de première importance » ; il choisit Parini. Entre-temps, il intensifie ses activités antifascistes. Rédacteur du périodique "Il Caffè", entre 1924 et 1925, il est, avec Giovanni Amendola, parmi les fondateurs de l'Union nationale (Unione Nazionale), un parti libéral. Son activité politique lui vaut une mutation punitive à Catane; ayant fait appel et demandé un congé, il est déclaré démissionnaire le 16 décembre 1925 par le ministre fasciste de l'Éducation Pietro Fedele. 
Inscrit sur la liste des opposants, Giovanni Mira a également été empêché de travailler dans le secteur privé : employé par De Agostini, son passeport lui a été retiré et il a été inscrit au registre des frontières pour empêcher son expatriation. De 1942 à 1945, il s'installe à Montopoli di Sabina (une petite ville près de Rome) dans la province de Rieti, où il participe à la Résistance. Sous le gouvernement Badoglio, il est chargé de réorganiser l'Opera Nazionale Combattenti (ONC), dont il est commissaire jusqu'en 1952. En 1945, il est chef du secrétariat personnel de Ferruccio Parri, alors Premier ministre. En 1946, il est vice-président du Touring Club Italiano et entre au conseil d'administration de l'Institut d'études économiques. En raison de l'exacerbation du handicap lié aux blessures de la Première Guerre mondiale, Mira est contraint de se retirer du travail : il se retire à Alzano Lombardo, où il meurt.
Giovanni Mira n'a jamais abandonné ses études historiographiques. Son nom est lié au monumental Storia d'Italia nel periodo fascista écrit avec Luigi Salvatorelli, publié en 1956 chez Einaudi.

## Crédit d'auteurs
- (it) Cet article est partiellement ou en totalité issu de l’article de Wikipédia en italien intitulé « Giovanni Mira » (voir la liste des auteurs).